# 栗胁蜂鸟
栗胁蜂鸟（学名：Ramosomyia wagneri），是雨燕目蜂鸟科的一种鸟类。分布于墨西哥南部（瓦哈卡州中部和南部），有时也被视为绿额蜂鸟的亚种。